# Lutiše
Lutiše este o comună slovacă, aflată în districtul Žilina din regiunea Žilina. Localitatea se află la altitudinea de 568 m deasupra n.m., se întinde pe o suprafață de 20,08 km2 și în 2017 număra 726 de locuitori.

## Istoric
Localitatea Lutiše este atestată documentar din 1662.

## Demografie
| An:                | 1994 | 2004   | 2014   | 2024   |
| ------------------ | ---- | ------ | ------ | ------ |
| Număr de persoane: | 842  | 818    | 740    | 758    |
| Diferență:         |      | −2,85% | −9,53% | +2,43% |

| An:                | 2023 | 2024   |
| ------------------ | ---- | ------ |
| Număr de persoane: | 757  | 758    |
| Diferență:         |      | +0,13% |